# Kapr koi
Kapr koi (latinsky Cyprinus carpio haematopterus, japonsky 鯉 (koi) či přesněji 錦鯉 nišikigoi, doslovně brokátový kapr) je ozdobný druh kapra vyšlechtěný z jeho divoké formy, který se chová pro dekorativní účely v zahradních jezírkách či bazéncích.
Jednotlivé typy kaprů koi se od sebe liší zbarvením, vzorováním a šupinami. K nejrozšířenějším barvám patří bílá, černá, červená, žlutá, modrá a jejich kombinace. Zřejmě nejpopulárnějšími variantami koi jsou Gosanke, kam patří Kohaku, Taisho Sanke a Showa Sanshoku. Existuje 18 základních typů s rozdílnými názvy. U vícebarevných variant koi neexistují dva kapři, kteří by byli naprosto stejní.

## Etymologie
Výraz koi znamená japonsky prostě kapr. Patří sem jak běžný kapr obecný, tak i barevné varianty vyšlechtěné z jeho divoce žijící formy. Ryby, jimž se v Evropě říká koi, se v Japonsku nazývají nišikigoi, což lze doslovně přeložit jako brokátový kapr. Koi se v japonštině zvukově shoduje s výrazem, který znamená cit, náklonnost nebo lásku, takže koi jsou v Japonsku symbolem lásky a přátelství.

## Historie
První kapři se křížili snad již před 2000 lety v Číně. Odtud se pak chov těchto ryb rozšířil do Japonska, kde si koi časem získali značnou popularitu.
V Evropě se chov těchto kaprů začal šířit po 2. světové válce s rozšířením letecké dopravy, jež umožnila rychlý převoz těchto ryb z Japonska. V Česku se s jejich chovem začalo až v 80. letech 20. století, kdy byly z Japonska dovezeny první kvalitní chovné kusy.

## Chov
Koi jsou všežravé ryby. Krmíme je granulovanou potravou s vyváženým poměrem bílkovin, tuků a vitamínů, s přihlédnutím k teplotě vody. Jako doplněk ke krmné dávce používáme rostlinou potravou včetně hrášku, hlávkového salátu a melounu. Potrava by měla v teplém období roku plavat, abychom mohli ryby pozorovat a těšit se z jejich krásy. Když se koi takto krmí, je možné zjišťovat zdravotní stav ryb či jestli netrpí parazity. Ve studené vodě koi potravu z hladiny neberou a je nutné použít granule potápivé, aby byla zajištěna výživa ryb v jarním a podzimním období. Při teplotě pod 10 stupňů celsia nekrmíme ryby vůbec.
Koi dosahují oficiálně věku 47 let, nicméně existují i výjimky. Známý je případ červeného koi, patřícího do skupiny Kawarimono a varietě Benigoi jménem Hanako, jehož vlastnilo několik majitelů.
Posledním z nich byl dr. Komei Košihara. Když Hanako v roce 1977 zemřel, bylo mu podle zkoumání jedné z jeho šupin provedeného v roce 1966 asi 226 let.
Koi dorůstají velikosti až 100 cm.